# Micrurus distans
Micrurus distans (західномексиканський кораловий аспід) — вид отруйних змій родини аспідових (Elapidae). Ендемік Мексики.

## Поширення і екологія
Західномексиканські коралові аспіди поширені від південного заходу Чіуауа і півдня Сонори на південь через Сіналоа, Наярит, Халіско, Коліму і Мічоакан до Герреро, а також в Агуаскальєнтесі. Вони живуть в тропічних листяних лісах, напівлистяних лісах і вологих тропічних лісах, на висоті до 2200 м над рівнем моря. Ведуть наземний, риючий спосіб життя.